# Apolinario Saravia
Apolinario Saravia est une ville argentine située dans la province de Salta et dans le département d'Anta. On y accède depuis la capitale provinciale par la route nationale 34 jusqu'à la jonction avec la route provinciale no 5, qu'il faut suivre jusqu'à cette localité. Il appartient à la zone agro-écologique semi-aride du Chaco (Área Agroecológica Chaco Semiárido).

## Toponymie
Éponyme du colonel Apolinario Saravia, qui a combattu dans la guerre d'Indépendance sous les ordres des Grales. Manuel Belgrano et Martín Miguel de Güemes : héros de la bataille de Salta et de sa défense lors de l'invasion par les troupes du maréchal José de la Serna e Hinojosa, dernier vice-roi du Pérou.

## Population
Elle comptait 8 595 habitants (Indec, 2001), ce qui représente une augmentation de 22,19 % par rapport aux 6688 habitants (Indec, 1991) du recensement précédent.
Il n'y a pas de données officielles, selon la majorité des habitants, les premiers habitants étaient principalement la famille Medina, qui a donné une grande partie du terrain qui appartient aujourd'hui à l'église, la poste, le club et la place principale de la ville. Les premières familles sont : Famille Medina, famille Salvadores, famille Cardozo, famille Herrera, famille Romera, famille González, famille Hernández Manuel Medina était l'un des fondateurs du village lorsqu'il s'appelait encore Paraje El Vizacacheral. Il a fait don des terrains correspondant à l'hôpital, à l'église Nuestra Señora del Rosario, à l'école no 341 et au club.
Fêtes des saints patrons

## Sismologie
La sismicité de la province de Jujuy est fréquente et de faible intensité, avec un silence sismique de séismes moyens à graves tous les 40 ans.
- Séisme de 1863 : bien que de telles catastrophes géologiques se produisent depuis la préhistoire, le séisme du 4 janvier 1863[1], a marqué une étape importante dans l'histoire des événements sismiques à Jujuy, classé 6,4 sur l'échelle de Richter. Mais même en prenant les meilleures précautions nécessaires et/ou en restreignant les codes de construction, aucun changement ne s'est fait ressentir[2]
- Séisme de 1948 : séisme qui s'est produit le 25 août 1848 et qui est classé 7,0 sur l'échelle de Richter, il a détruit des bâtiments et ouvert de nombreuses fissures dans de vastes zones[1],[2]
- Séisme de 2009 : apparu le 6 novembre 2009 et classé 5,6 sur l'échelle de Richter.